# Geneviève Gambillon
Geneviève Gambillon, née le 30 juin 1951 à Hudimesnil (Manche), est la meilleure coureuse cycliste française des années 1970. Elle est notamment double championne du monde de cyclisme sur route, à Gap en 1972 et en 1974 à Montréal au Canada. Elle mène de front la compétition qu'elle quitte en 1978 et son métier d'infirmière qu'elle exerce à l'hôpital de Granville.

## Biographie
Enfant, Geneviève Gambillon aime le sport et pratique plusieurs disciplines. Un jour, des cyclistes de Granville lui disent que des courses cyclistes existent pour les filles et elle s'inscrit à sa première compétition.
En 1972, elle est la première Française sacrée championne du monde sur route à l'âge de 21 ans.
L'année suivante, elle est victime d'un coup de chaleur et doit abandonner la course pendant les championnats du monde.
En 1974, elle participe aux championnats du monde à Montréal. Elle raconte que pendant la compétition, les professionnels sont dans des hôtels de luxe tandis que les Français logent au cinquième étage sans ascenseur d'une résidence universitaire. Dix jours avant la compétition, elle se fracture la clavicule et elle n'est pas en mesure de se lever de sa selle, mais elle décide de participer quand même. Pendant la course, elle s'échappe avec la Belge Mariette Laenen ; deux autres coureuses les rattrapent, et Gambillon doit sprinter en restant assise sur sa selle. Elle remporte la compétition, devenant pour la deuxième fois championne du monde.
Elle rentre la semaine suivante en France pour reprendre son travail d'aide-soignante, le cyclisme féminin n'étant ni visible ni rémunéré dans le pays. L'hiver, elle travaille sept jours sur sept pour pouvoir libérer du temps d'entraînement pendant al saison sportive.
Elle prend sa retraite sportive à 28 ans, avec sept titres de championne de France sur route.
Elle participe en 1975 au jeu télévisé La Tête et les Jambes animé par Pierre Bellemare.
Elle a plusieurs enfants, à qui elle ne parle jamais de sa carrière.

## Palmarès
- 1969
  -  Championne de France sur route
  -  Championne de France de vitesse
  -  Championne de France de poursuite
- 1970
  -  Championne de France sur route
  -  Championne de France de vitesse
  -  Championne de France de poursuite
- 1971
  -  Championne de France de vitesse
  -  Championne de France de poursuite
  - 2e du championnat de France sur route
- 1972
  -  Championne du monde sur route
  -  Championne de France sur route
  -  Championne de France de vitesse
  -  Championne de France de poursuite
- 1973
  -  Championne de France de vitesse
  -  Championne de France de poursuite
  - 3e du championnat de France sur route
- 1974
  -  Championne du monde sur route
  -  Championne de France sur route
  -  Championne de France de vitesse
  -  Championne de France de poursuite
- 1975
  -  Championne de France sur route
  -  Championne de France de poursuite
  -  2e du championnat du monde sur route
  - 2e du championnat de France de vitesse
- 1976
  -  Championne de France sur route
  -  Championne de France de vitesse
  -  Championne de France de poursuite
  - 4e du championnat du monde sur route
- 1977
  -  Championne de France sur route

## Postérité
Un gymnase porte son nom à Hudimesnil depuis septembre 2022.